# هبة الله عبد الرحيم
هبة الله عبد الرحيم هي رباعة مصرية وُلدت في فرنسا في 29 يوليو 1977، ومثلت مصر في دورة ألعاب البحر الأبيض المتوسط عام 2005 قبل أن تعتزل اللعب وتحترف التدريب. تولت هبة الله عبد الرحيم تدريب منتخب مصر لرفع الأثقال للسيدات وتتولى منذ عام 2018 تدريب المنتخب الإماراتي لرفع الأثقال للسيدات.

## المشاركات والميداليات
| العام | المسابقة                        | المكان          | المنافسات                                        | الترتيب/الميدالية                | ملاحظات                            |
| ----- | ------------------------------- | --------------- | ------------------------------------------------ | -------------------------------- | ---------------------------------- |
| 2005  | دورة ألعاب البحر الأبيض المتوسط | المرية، إسبانيا | منافسات الخطف - الوزن أقل من 63 كيلوغرام للسيدات | المركز الأول (الميدالية الذهبية) | تمكنت من رفع ثقل قدره 88 كيلوغرام  |
| 2005  | دورة ألعاب البحر الأبيض المتوسط | المرية، إسبانيا | منافسات النتر - الوزن أقل من 63 كيلوغرام للسيدات | المركز الثاني (الميدالية الفضية) | تمكنت من رفع ثقل قدره 111 كيلوغرام |
| 2007  | دورة الألعاب العربية            | القاهرة، مصر    | منافسات الوزن أقل من 69 كيلوغرام - خطف - للسيدات | المركز الأول (الميدالية الذهبية) | تمكنت من رفع ثقل قدره 90 كيلوغرام  |